# Enrico Ghione
Enrico Ghione (Moncalieri, 29 giugno 1990) è un cestista italiano in carrozzina, attualmente militante nel Santo Stefano Sport del quale è capitano e nella nazionale italiana.

## Biografia
Durante le scuole elementari comincia ad avvicinarsi al basket, giocando con il Moncalieri prima nel Mini Basket e poi nelle Giovanili.
A seguito di un infortunio, occorsogli durante una partita, sono iniziati i suoi problemi articolari all'arto inferiore sinistro, che lo hanno portato a subire tre interventi chirurgici decisamente invasivi al femore sx; l'esito finale è stato l'impossibilità di praticare sport di rimbalzo tra cui il basket.
Questo evento lo ha forzatamente allontanato dai campi di gioco e dalla pratica sportiva in genere.

## Carriera
Nel 2010 grazie anche ad un amico scout del CNGEI di Moncalieri si è avvicinato al basket in carrozzina, giocando con crescente passione a livello amatoriale dal 2012 in serie B con la società HB di Torino.
Nel 2014 è stato contattato dalla società del Santo Stefano Sport che gli ha proposto un contratto biennale per giocare in serie A, con la quale vincerà il campionato italiano 2018-2019 e la Coppa Italia 2021.